# 久井町 (和泉市)
久井町（ひさいちょう）は、大阪府和泉市の中部地域にある町名。

江戸時代には国学者である僧契沖がこの地に居を構えていた。
現在、住居跡には「阿闍梨契沖の遺跡碑」と「僧契沖遺愛の井戸」が残されている。街の西側にはテクノステージが造成され境を流れる松尾川は整備が進められ、両岸には管理道路や公園が設けられ、散歩コースとして親しまれている。また、川沿いには桜並木が整備されており、春には花見の名所として賑わい、初夏には蛍が舞い、豊かな自然が町民に憩いを与えている。

## 地理
和泉市中部地域の南西部に位置し、周囲を春木町、松尾寺町、若樫町、春木川町、テクノステージ、および岸和田市（内畑町、大沢町）と接している。

市内を南北に流れる松尾川が形成する松尾谷の南部にあたる。

### 河川・ため池
- 松尾川
- 東松尾川
- 長谷川

### 名所・旧跡
- 僧契沖遺愛の井戸[9]
- 阿闍梨契沖の遺跡碑[9]

## 歴史

### 地名の由来
久井（ひさい）は、その名称が地内前代にある「清泉久井」に由来するとされている。

### 沿革
かつての久井村は1605年（慶長10年）の和泉国絵図に見られる村名。

明治に入ると和泉郡久井村となり、1889年（明治22年）には和泉郡松尾寺村・春木村・久井村・若樫村・春木川村の合併により南松尾村が発足し、村域を「大字久井」に改称。「大字久井」に村役場を設置。その後、1896年（明治29年）に郡制の施行により泉北郡に属する。1956年（昭和31年）には和泉町、泉北郡北池田村・南池田村・北松尾村・南松尾村・横山村・南横山村の合併により和泉市が発足し「久井町」に改称。
- 1956年（昭和31年）09月01日 - 1町6村の合併により和泉市が発足。
- 2017年（平成29年）03月31日 - 和泉市立南松尾小学校閉校。

## 住居表示
町内全域で住居表示は実施されていない。

## 人口統計

### 人口と世帯数
2024年（令和06年）09月末日現在の人口と世帯数は以下の通りである。
| 丁目   | 男    | 女    | 丁目計 | 世帯数  |
| ------ | ----- | ----- | ------ | ------- |
| 久井町 | 333人 | 330人 | 663人  | 338世帯 |

### 年齢別人口
2024年（令和06年）09⽉末⽇現在の年齢別人口は以下の通りである。
| 丁目   | 0-14歳 | 15-64歳 | 65歳以上 | 丁目計 |
| ------ | ------ | ------- | -------- | ------ |
| 久井町 | 41人   | 341人   | 281人    | 663人  |

※0-14歳は年少人口、15-64歳は生産年齢人口、65歳以上は老年人口を表す。

### 人口の変遷
国勢調査による人口の推移。
| 年                 | 人口  |
| ------------------ | ----- |
| 1995年（平成07年） | 1,190 |
| 2000年（平成12年） | 1,170 |
| 2005年（平成17年） | 1,082 |
| 2010年（平成22年） | 1,092 |
| 2015年（平成27年） | 1,000 |
| 2020年（令和02年） | 923   |

### 世帯数の変遷
国勢調査による世帯数の推移。
| 年                 | 世帯数 |
| ------------------ | ------ |
| 1995年（平成07年） | 255    |
| 2000年（平成12年） | 255    |
| 2005年（平成17年） | 246    |
| 2010年（平成22年） | 261    |
| 2015年（平成27年） | 266    |
| 2020年（令和02年） | 275    |

## 小・中学校の通学区域
市立小・中学校の通学区域は以下の通りである。
| 丁目   | 街区 | 小中一貫校                 |
| ------ | ---- | -------------------------- |
| 久井町 | 全域 | 和泉市立南松尾はつが野学園 |

## 産業事業所数と従業者数
2021年（令和03年）現在の経済センサス調査による事業所数と従業員数は以下の通りである。
| 丁目   | 事業所数 | 従業員数 |
| ------ | -------- | -------- |
| 久井町 | 49箇所   | 418人    |

## 交通

### 鉄道
- 町内に鉄道路線や鉄道駅はない。

### 路線バス
- 南海バス光明池営業所管内[21]
  - 春木川線
- 停留所
  - 松尾南口[注釈 5]
  - 久井下
  - 公民館前
  - 久井
  - 有井田[注釈 6]

### 主な道路
高速自動車国道・一般国道・一般府道
- 国道170号
- 大阪府道20号枚方富田林泉佐野線
- 大阪府道226号父鬼和気線

市道
- 松尾寺内田線（和泉市18号線）
- 和泉市道唐国久井線（和泉市21号線）

## 施設

### 神社・仏閣・祭事
- 高野山真言宗地蔵寺 - 久井町541
  - 河泉二十四地蔵霊場第十六番札所
  - 和泉八十八ヶ所霊場第七十三番札所
- 八幡神社　- 久井町
- 久井町地車格納庫 - 久井町594

### 警察・消防・医療機関
- 和泉警察署南松尾駐在所 - 久井町548-5
- 消防団（第三分団久井班）[22]

### その他
- 久井町会館 - 久井町532-2
- 南松尾老人集会所（旧和泉市立南松尾小学校[23]） - 久井町430
- 和泉久井郵便局 - 久井町532-4
- JAいずみの南松尾支店 - 久井町507-1
- 南松尾校区戦没者之墓地[24][25]